# Qualificazioni alla Coppa del Mondo di rugby femminile 2025
Le qualificazioni alla Coppa del Mondo di rugby femminile 2025 si tennero tra il 3 febbraio e il 12 ottobre 2024 e videro la partecipazione di 23 squadre nazionali che si affrontarono in tornei di qualificazione su base geografica.
Alla Coppa del Mondo 2025 parteciparono 16 federazioni, 4 delle quali già qualificate automaticamente in base ai risultati ottenuti nella Coppa del Mondo 2021 (Nuova Zelanda campione uscente, Inghilterra finalista, Francia e Canada semifinaliste).
A ogni regione fu garantita almeno una squadra tramite i campionati o gli spareggi organizzati dalle confederazioni di riferimento (Asia, Africa e Oceania una ciascuna tramite i rispettivi campionati, Sudamerica tramite un play-off tra le uniche due contendenti della zona) o, nel caso europeo, dal Sei Nazioni; un ulteriore posto diretto provenne dal Pacific Four, competizione transcontinentale tra squadre di Nordamerica e Oceania.
I rimanenti sei posti furono assegnati dalle due divisioni inferiori del WXV 2024, competizione che si tenne tra settembre e ottobre 2024.
Al termine del percorso di qualificazione le dodici squadre ammesse alla competizione, in ordine cronologico di promozione, furono Irlanda (Europa), Sudafrica (Africa), Stati Uniti (Pacific Four), Giappone (Asia), Figi (Oceania), Brasile (Americhe), Australia, Scozia, Italia, Galles, Spagna e Samoa (WXV).

## Criteri di qualificazione
- Africa (1 qualificata + 1 al WXV). La squadra vincitrice della Coppa d'Africa 2024 accedette direttamente alla Coppa del Mondo come Africa 1; la seconda classificata accedette altresì al WXV 3 2024[1].
- Americhe e Oceania (3 qualificate + 2 al WXV). Sudamerica e Oceania disponevano di un posto ciascuno: il primo (Americhe 1) assegnato dopo spareggio tra le uniche due compagini del continente, Brasile e Colombia, mentre il secondo (Oceania 1) in palio nel campionato oceaniano 2024[1]: la squadra campione oceaniana accedette direttamente alla Coppa, mentre la seconda classificata fu assegnata al WXV 3 2024. A seguire, il Pacific Four 2024 assegnò un ulteriore posto (Pacific Four) alla migliore classificata nel torneo tra Australia e Stati Uniti; la non qualificata di tali due squadre accedette al WXV 2 2024[1].
- Asia (1 qualificata + 1 al WXV). La squadra vincitrice del campionato asiatico 2024 si qualificò direttamente come Asia 1; la seconda classificata si qualificò per il WXV 3 2024[1].
- Europa (1 qualificata + 4 al VXV). I due tornei di qualificazione erano il Sei Nazioni 2024 (un posto diretto alla Coppa del Mondo, due al VXV 2 e uno allo spareggio europeo) e il campionato europeo 2024 (un posto allo spareggio europeo). Con Francia e Inghilterra già qualificate di diritto, la migliore in classifica tra Galles, Irlanda, Italia e Scozia accedette direttamente alla Coppa come Europa 1; le due immediatamente a seguire si qualificarono per il WXV 2 2024 e l'ultima classificata spareggiò con la squadra campione d'Europa per l'ultimo posto utile al WXV 2; la perdente di tale spareggio fu altresì destinata al WXV 3 2024[1].
- VXV (6 qualificate). Le migliori sei squadre non qualificate del WXV 2024, indipendentemente dalla divisione di provenienza, accedettero alla Coppa del Mondo; sei delle dieci squadre qualificate fino a quel momento facevano parte del WXV 1, che quindi non fu interessato al processo di qualificazione; altre due, Sudafrica e Giappone, facevano parte del WXV 2, divisione che quindi destinò quattro squadre alla Coppa. Dal WXV 3 si qualificarono invece le migliori due classificate a parte Figi, già qualificata[1].

## Situazione prima degli incontri di qualificazione
| Fase                  | Africa                                                         | Americhe / Oceania                                                                                                | Asia                                                         | Europa | WXV |
| --------------------- | -------------------------------------------------------------- | --- | ------------------------------------------------------------ | --- | --- |
| Qualificate d’ufficio |                                                                | - Canada - Nuova Zelanda                                                                                          |                                                              | - Francia - Inghilterra | |
| Esito qualificazioni  | Qualificata Africa 1                                           | Qualificata Americhe 1 Qualificata Oceania 1 Qualificata Pacific Four                                             | Qualificata Asia 1                                           | Qualificata Europa 1 | Qualificata VXV 2 1 Qualificata VXV 2 2 Qualificata VXV 2 3 Qualificata VXV 2 4 Qualificata VXV 3 1 Qualificata VXV 3 2                                                                                  |
| Secondo turno         |                                                                | Spareggio Americhe 1 - Brasile - Colombia                                                                         |                                                              | | - 2ª Pacific Four - 4ª Sei Nazioni - 5ª Sei Nazioni - Vincente playoff europeo - Perdente playoff europeo - 2º campionato europeo - 2ª Coppa d’Africa - 2º campionato asiatico - 2º campionato oceaniano |
| Primo turno           | Coppa d’Africa 2024 - Camerun - Kenya - Madagascar - Sudafrica | Pacific Four 2024 - Australia - Stati Uniti Campionato oceaniano 2024 - Figi - Papua Nuova Guinea - Samoa - Tonga | Campionato asiatico 2024 - Giappone - Hong Kong - Kazakistan | Sei Nazioni 2024 - Galles - Irlanda - Italia - Scozia Campionato europeo 2024 - Paesi Bassi - Portogallo - Spagna - Svezia Spareggio europeo - 6ª Sei Nazioni - 1º campionato europeo | |

## Qualificazioni Africa
La Coppa d'Africa si tenne tra il 4 e il 12 maggio 2024.
La squadra laureatasi campione continentale, il Sudafrica, si aggiudicò il posto diretto alla Coppa del Mondo; al Madagascar, giunto alle sue spalle, fu riservato un posto nel WXV 3.

### Classifica
| Pos | Squadra    | G | V | N | P | PF  | PS  | DP   | BMP | Pt |
| --- | ---------- | - | - | - | - | --- | --- | ---- | --- | -- |
| 1   | Sudafrica  | 3 | 3 | 0 | 0 | 164 | 22  | +142 | 3   | 15 |
| 2   | Madagascar | 3 | 2 | 0 | 1 | 58  | 73  | −15  | 1   | 9  |
| 3   | Kenya      | 3 | 1 | 0 | 2 | 66  | 109 | −43  | 2   | 6  |
| 4   | Camerun    | 3 | 0 | 0 | 3 | 22  | 106 | −84  | 1   | 1  |

### Verdetto
- Sudafrica: qualificata alla Coppa del Mondo come prima squadra africana
- Madagascar: al WXV 3 2024

## Qualificazioni Americhe

### Nordamerica
La zona nordamericana non disponeva di accessi diretti alla Coppa del Mondo; tuttavia il Pacific Four 2024, competizione cui prendono parte Canada, Stati Uniti, Australia e Nuova Zelanda, metteva in palio un posto per la nazionale vincitrice o, in subordine, per la migliore delle non qualificate alla Coppa del Mondo.
Avendo Nuova Zelanda (campione mondiale in carica) e Canada (semifinalista all'edizione precedente) già guadagnato la qualificazione, la disputa per il posto rimanente si risolse essenzialmente nella conquista della miglior posizione in classifica tra Australia e Stati Uniti, appannaggio di questi ultimi che con il terzo posto finale accedettero direttamente alla Coppa; l'Australia, giunta ultima del Pacific Four, accedette al WXV 2 2024, che metteva ulteriori posti in palio per la Coppa del Mondo.

#### Classifica
| Pos | Squadra       | G | V | N | P | PF  | PS  | DP  | BMP | Pt |
| --- | ------------- | - | - | - | - | --- | --- | --- | --- | -- |
| 1   | Canada        | 3 | 3 | 0 | 0 | 105 | 40  | +65 | 2   | 14 |
| 2   | Nuova Zelanda | 3 | 2 | 0 | 1 | 143 | 46  | +97 | 3   | 11 |
| 3   | Stati Uniti   | 3 | 1 | 0 | 2 | 44  | 132 | −88 | 1   | 5  |
| 4   | Australia     | 3 | 0 | 0 | 3 | 58  | 132 | −74 | 2   | 2  |

#### Verdetto
- Stati Uniti: qualificati alla Coppa del Mondo come prima squadra del Pacific Four
- Australia: al WXV 2 2024

### Sudamerica
A Sudamérica Rugby fu destinato un posto diretto, che fu assegnato dal risultato dello spareggio in gara unica tra le squadre di Brasile e Colombia tenutosi il 29 giugno in campo neutro a Luque, in Paraguay.
Benché le brasiliane provenissero da sei sconfitte in altrettanti incontri con le Tucanes, furono proprio esse a prevalere con il punteggio di 34-13 e ad aggiudicarsi la qualificazione, prima partecipazione mondiale assoluta di una compagine femminile proveniente dall'America meridionale.
| Arbitro: | Federico Solari |

|                        |      |                                                                         |
| Soto 15’ Gutierrez 43’ | mt   | 10’ Coluna 27’ Lopes 32’ Coimbra 40+1’ Mayumi 61’ Y. Soares 65’ Nicolau |
|                        | tr   | 34’ Kochhann 66’ Tenório                                                |
| Arzuaga 38’            | c.p. |                                                                         |

#### Verdetto
- Brasile: qualificata alla Coppa del Mondo come prima squadra americana

## Qualificazioni Asia
Il torneo di qualificazione continentale fu il campionato asiatico 2024: World Rugby assegnava il posto diretto alla squadra vincitrice e l'accesso al WXV 3 per la seconda classificata.
La competizione si svolse a Hong Kong tra il 22 maggio e il 1º giugno 2024 e vide la vittoria del Giappone, qualificatasi direttamente; alle spalle delle giapponesi si classificarono le giocatrici di casa di Hong Kong, ammesse al WXV 3.

### Classifica
| Pos | Squadra    | G | V | N | P | PF | PS | DP  | BMP | Pt |
| --- | ---------- | - | - | - | - | -- | -- | --- | --- | -- |
| 1   | Giappone   | 2 | 2 | 0 | 0 | 93 | 12 | +81 | 2   | 10 |
| 2   | Hong Kong  | 2 | 1 | 0 | 1 | 34 | 29 | +5  | 0   | 4  |
| 3   | Kazakistan | 2 | 0 | 0 | 2 | 0  | 86 | −86 | 0   | 0  |

### Verdetto
- Giappone: qualificata alla Coppa del Mondo come prima squadra asiatica
- Hong Kong: al WXV 3 2024

## Qualificazioni Europa
La competizione europea che garantiva un unico slot diretto alla Coppa del Mondo era il Sei Nazioni 2024, mentre il campionato europeo, con le sue quattro partecipanti, garantiva l'accesso al WXV.
Con Inghilterra e Francia già qualificate, il posto di Europa 1 fu riservato alla migliore classificata del torneo tra Galles, Irlanda, Italia e Scozia.
L'Irlanda, con il terzo posto alle spalle di Inghilterra e Francia, fu la qualificata diretta, mentre Scozia e Italia furono ammessi al WXV 2.
Il Galles, ultimo classificato, affrontò e sconfisse 52-20 la Spagna vincitrice del campionato europeo in uno spareggio per l'ultimo posto disponibile nel WXV 2; le iberiche furono assegnate al WXV 3.

### Classifica del Sei Nazioni 2024
| Pos | Squadra     | G | V | N | P | PF  | PS  | DP   | BMP | Pt |
| --- | ----------- | - | - | - | - | --- | --- | ---- | --- | -- |
| 1   | Inghilterra | 5 | 5 | 0 | 0 | 270 | 41  | +229 | 8   | 28 |
| 2   | Francia     | 5 | 4 | 0 | 1 | 152 | 79  | +73  | 3   | 19 |
| 3   | Irlanda     | 5 | 2 | 0 | 3 | 99  | 170 | −71  | 2   | 10 |
| 4   | Scozia      | 5 | 2 | 0 | 3 | 54  | 104 | −50  | 1   | 9  |
| 5   | Italia      | 5 | 1 | 0 | 4 | 72  | 146 | −74  | 3   | 7  |
| 6   | Galles      | 5 | 1 | 0 | 4 | 55  | 162 | −107 | 1   | 5  |

### Classifica del campionato europeo 2024
| Pos | Squadra     | G | V | N | P | PF | PS  | DP   | BMP | Pt |
| --- | ----------- | - | - | - | - | -- | --- | ---- | --- | -- |
| 1   | Spagna      | 3 | 3 | 0 | 0 | 99 | 5   | +94  | 2   | 14 |
| 2   | Paesi Bassi | 3 | 2 | 0 | 1 | 95 | 29  | +66  | 2   | 10 |
| 3   | Portogallo  | 3 | 1 | 0 | 2 | 34 | 55  | −21  | 1   | 5  |
| 4   | Svezia      | 3 | 0 | 0 | 3 | 0  | 139 | −139 | 0   | 0  |

### Verdetto
- Irlanda: qualificata alla Coppa del Mondo come prima squadra europea
- Scozia: al WXV 2 2024
- Italia: al WXV 2 2024
- Galles: allo spareggio europeo WXV 2 / WXV 3
- Spagna: allo spareggio europeo WXV 2 / WXV 3

## Qualificazioni Oceania
Con Nuova Zelanda e Australia impegnate nel Pacific Four, il campionato oceaniano, che assegnava un posto diretto alla vincitrice e un ulteriore posto al WXV 3 2024 alla seconda classificata, vedeva in lizza Figi, Samoa, Papua Nuova Guinea e Tonga.
Il titolo di campione, e la qualificazione diretta, andò alle figiane, mentre alle loro spalle Samoa ebbe un'ulteriore occasione di ammissione alla Coppa tramite il WXV 3 al quale entrambe accedettero.

### Classifica
| Pos | Squadra            | G | V | N | P | PF  | PS  | DP   | BMP | Pt |
| --- | ------------------ | - | - | - | - | --- | --- | ---- | --- | -- |
| 1   | Figi               | 3 | 3 | 0 | 0 | 160 | 22  | +138 | 2   | 14 |
| 2   | Samoa              | 3 | 2 | 0 | 1 | 42  | 34  | +8   | 2   | 10 |
| 3   | Tonga              | 3 | 1 | 0 | 2 | 49  | 82  | −33  | 1   | 5  |
| 4   | Papua Nuova Guinea | 3 | 0 | 0 | 3 | 11  | 124 | −113 | 0   | 0  |

## VXW
Il WXV è un torneo internazionale articolato su 3 divisioni da sei squadre ciascuna, la cui edizione 2024 si tenne dal 27 settembre al 10 ottobre e costituì anche l'ultimo atto delle qualificazioni mondiali.
Nel 2024 la prima di tali divisioni era composta da sei squadre già qualificate, o ammesse di diritto, alla Coppa del Mondo 2025; il percorso di qualificazione interessò quindi solamente le nove squadre non ancora qualificate sulle dodici che componevano le due divisioni inferiori, ovvero Australia (quarta del Pacific Four), Scozia e Italia (rispettivamente quarta e quinta del Sei Nazioni), Galles e Spagna (rispettivamente ultima del Sei Nazioni e campione d'Europa), Samoa (seconda del campionato oceaniano), Paesi Bassi (secondi al campionato europeo e ammessi al WXV dopo la vittoria di uno spareggio contro la Colombia), Hong Kong (seconda al campionato asiatico) e Madagascar (seconda al campionato africano).
La divisione 2 fu vinta dall'Australia che fu la prima a qualificarsi in ordine di precedenza; alle sue spalle Scozia, Italia e Galles; dal WXV 3 provennero invece le ultime due qualificate, la Spagna vincitrice di divisione e Samoa classificatasi immediatamente dopo.

### Classifica WXV 2
| Pos | Squadra   | G | V | N | P | PF  | PS | DP  | BMP | Pt |
| --- | --------- | - | - | - | - | --- | -- | --- | --- | -- |
| 1   | Australia | 3 | 3 | 0 | 0 | 101 | 53 | +48 | 3   | 15 |
| 2   | Scozia    | 3 | 2 | 0 | 1 | 60  | 44 | +16 | 1   | 9  |
| 3   | Italia    | 3 | 2 | 0 | 1 | 31  | 43 | −12 | 0   | 8  |
| 4   | Sudafrica | 3 | 1 | 0 | 2 | 76  | 80 | −4  | 4   | 8  |
| 5   | Galles    | 3 | 1 | 0 | 2 | 29  | 55 | −26 | 1   | 5  |
| 6   | Giappone  | 3 | 0 | 0 | 3 | 47  | 69 | −22 | 3   | 3  |

### Classifica WXV 3
| Pos | Squadra     | G | V | N | P | PF  | PS  | DP   | BMP | Pt |
| --- | ----------- | - | - | - | - | --- | --- | ---- | --- | -- |
| 1   | Spagna      | 3 | 3 | 0 | 0 | 113 | 8   | +105 | 1   | 13 |
| 2   | Samoa       | 3 | 2 | 1 | 0 | 99  | 40  | +59  | 2   | 12 |
| 3   | Paesi Bassi | 3 | 1 | 1 | 1 | 41  | 31  | +10  | 1   | 7  |
| 4   | Figi        | 3 | 1 | 0 | 2 | 63  | 58  | +5   | 2   | 6  |
| 5   | Hong Kong   | 3 | 1 | 0 | 2 | 44  | 78  | −34  | 1   | 5  |
| 6   | Madagascar  | 3 | 0 | 0 | 3 | 22  | 167 | −145 | 0   | 0  |

### Verdetto
- Australia: qualificata alla Coppa del Mondo come prima squadra del VXV 2
- Scozia: qualificata alla Coppa del Mondo come seconda squadra del VXV 2
- Italia: qualificata alla Coppa del Mondo come terza squadra del VXV 2
- Galles: qualificata alla Coppa del Mondo come quarta squadra del VXV 2
- Spagna: qualificata alla Coppa del Mondo come prima squadra del VXV 3
- Samoa: qualificata alla Coppa del Mondo come seconda squadra del VXV 3

## Quadro completo delle qualificazioni
In grassetto le squadre qualificate; in corsivo quelle ammesse al WXV
| Fase                  | Africa                                                         | Americhe / Oceania                                                                                                | Asia                                                         | Europa | WXV |
| --------------------- | -------------------------------------------------------------- | --- | ------------------------------------------------------------ | --- | --- |
| Qualificate d’ufficio |                                                                | - Canada - Nuova Zelanda                                                                                          |                                                              | - Francia - Inghilterra | |
| Esito qualificazioni  | - Sudafrica (Africa 1)                                         | - Brasile (Americhe 1) - Figi (Oceania 1) - Stati Uniti (Pacific Four)                                            | - Giappone (Asia 1)                                          | - Irlanda (Europa 1) | - Australia (WXV 2 1) - Scozia (WXV 2 2) - Italia (WXV 2 3) - Galles (WXV 2 4) - Spagna (WXV 3 1) - Samoa (WXV 3 2) |
| Secondo turno         |                                                                | Spareggio Americhe 1 - Brasile - Colombia                                                                         |                                                              | | - Australia - Scozia - Italia - Galles - Spagna - Paesi Bassi - Madagascar - Hong Kong - Samoa                      |
| Primo turno           | Coppa d’Africa 2024 - Camerun - Kenya - Madagascar - Sudafrica | Pacific Four 2024 - Australia - Stati Uniti Campionato oceaniano 2024 - Figi - Papua Nuova Guinea - Samoa - Tonga | Campionato asiatico 2024 - Giappone - Hong Kong - Kazakistan | Sei Nazioni 2024 - Galles - Irlanda - Italia - Scozia Campionato europeo 2024 - Paesi Bassi - Portogallo - Spagna - Svezia Spareggio europeo - Galles - Spagna | |